# Brian Yoon
Brian Tae-Hyun Yoon (* 13. Dezember 1989 in Los Angeles, Kalifornien) ist ein professioneller US-amerikanischer Pokerspieler. Er ist fünffacher Braceletgewinner der World Series of Poker.

## Pokerkarriere

### Werdegang
Yoon nimmt seit 2011 an renommierten Live-Turnieren teil.
Der Amerikaner war im Juli 2011 erstmals bei der World Series of Poker (WSOP) im Rio All-Suite Hotel and Casino am Las Vegas Strip erfolgreich und belegte im Main Event den mit rund 130.000 US-Dollar dotierten 58. Platz. Zwei Jahre später gewann er das Little One for One Drop der WSOP 2013 und sicherte sich ein Bracelet sowie eine Siegprämie von mehr als 660.000 US-Dollar. Bei der WSOP 2014 setzte sich Yoon bei einem Event in der Variante No Limit Hold’em durch und erhielt sein zweites Bracelet sowie den Hauptpreis von über 630.000 US-Dollar. Ende April 2015 erreichte er beim Main Event der World Poker Tour in Atlantic City den Finaltisch und beendete das Turnier auf dem dritten Platz, der mit rund 330.000 US-Dollar bezahlt wurde. Mitte Januar 2016 wurde der Amerikaner beim High-Roller-Event des PokerStars Caribbean Adventures auf den Bahamas Fünfter und erhielt knapp 350.000 US-Dollar. Bei der WSOP 2017 gewann er das Monster Stack und sicherte sich sein drittes Bracelet sowie sein bisher größtes Preisgeld von mehr als einer Million US-Dollar. Im Jahr darauf erreichte er beim WSOP-Main-Event den sechsten Turniertag und schied dort auf dem mit rund 190.000 US-Dollar dotierten 41. Platz aus. Ende Mai 2019 gewann Yoon das High Roller der partypoker Millions North America und erhielt eine Siegprämie von 300.000 Kanadischen Dollar. Bei der WSOP 2021 entschied er die Limit 2-7 Lowball Triple Draw Championship für sich und sicherte sich sein viertes Bracelet sowie den Hauptpreis von rund 240.000 US-Dollar. Bei der mittlerweile im Horseshoe Las Vegas und Paris Las Vegas ausgespielten WSOP 2023 gewann der Amerikaner bei der Seven Card Stud Championship sein fünftes Bracelet und die Siegprämie von mehr als 310.000 US-Dollar.
Insgesamt hat sich Yoon mit Poker bei Live-Turnieren mehr als 6 Millionen US-Dollar erspielt.

### Braceletübersicht
Yoon kam bei der WSOP 62-mal ins Geld und gewann fünf Bracelets:
| Jahr | Buy-in (in $) | Turnier                                        | Teilnehmer | Preisgeld (in $) |
| ---- | ------------- | ---------------------------------------------- | ---------- | ---------------- |
| 2013 | 01.111        | The Little One for One Drop – No-Limit Hold’em | 4756       | 0.663.727        |
| 2014 | 05.000        | No-Limit Hold’em 8-Handed                      | 0550       | 0.633.341        |
| 2017 | 01.500        | No-Limit Hold’em Monster Stack                 | 6716       | 1.094.349        |
| 2021 | 10.000        | Limit 2-7 Lowball Triple Draw Championship     | 0080       | 0.240.341        |
| 2023 | 10.000        | Seven Card Stud Championship                   | 130        | 0.311.433        |